# Maddalena Casulana
Maddalena Casulana, née vers 1544, probablement à Casole d'Elsa près de Sienne en Toscane, et morte vers 1590, est une compositrice, luthiste et chanteuse italienne de la fin de la Renaissance. Elle est la deuxième compositrice occidentale à avoir été publiée après Gracia Baptista.

## Biographie
On sait très peu de choses sur sa vie. Des déductions peuvent être faites à partir des dédicaces et des publications de ses madrigaux. Si on se fie à son nom (Casulana), elle est née à Casole d'Elsa, près de Sienne, en Toscane.
Sa première œuvre date de 1566 : quatre madrigaux dans une collection, Il Desiderio, qu'elle joue à Florence. Deux ans plus tard elle publie à Venise son premier livre de madrigaux pour quatre voix, Il primo libro di madrigali, première œuvre musicale publiée par une femme. La même année Roland de Lassus dirige une de ses œuvres — aujourd'hui perdue — à la cour d'Albert V de Bavière à Munich. Elle dédicace plusieurs œuvres à Isabelle de Médicis. En 1570, 1583 et 1586 elle publie d'autres livres de madrigaux, tous à Venise. Au début des années 2020, des parties manquantes de son livret de 1583 ont été retrouvées par la musicologue Laurie Stras dans les collections de la bibliothèque d'État de Russie à Moscou; elles avaient sans doute été volées pendant la Seconde Guerre mondiale à la bibliothèque de l'Académie polonaise des sciences à Gdansk.
Elle fut sans doute mariée à un certain Mezari, un de ses livres de madrigaux portant comme nom d'auteur « Maddalena Mezari detta Casulana ». On peut déduire également qu'elle visita Vérone, Milan et Florence ; et qu'elle passa par Venise, puisque sa musique y fut publiée et que de nombreux Vénitiens ont loué ses dons.

La dédicace à Isabelle de Médicis de son premier livre de madrigaux contient cette déclaration : 

« [Je] veux montrer au monde, autant que je le peux dans cette profession de musicienne, l'erreur que commettent les hommes en pensant qu'eux seuls possèdent les dons d'intelligence et que de tels dons ne sont jamais donnés aux femmes. »

## Style
Maddalena Casulana fait un usage modéré du contrepoint et du chromatisme, un peu à la manière de Marenzio et des nombreux madrigaux de Philippe de Monte, évitant les expériences des compositeurs de l'école de Ferrare comme Luzzaschi et Gesualdo. Ses lignes mélodiques sont chantantes et près du texte. Que Lassus ait choisi l'une de ses compositions pour l'exécuter montre assez l'estime dans laquelle il la tenait. De Monte également avait une très bonne opinion d'elle.
Soixante-six madrigaux d'elle nous sont parvenus.